# 埃奇韋爾路站 (環線、區域線和漢默史密斯及城市線)
埃奇韋爾路站（英語：Edgware Road tube station）是英國倫敦地鐵環線、區域線和漢默史密斯及城市線的交會車站，位於倫敦市中心的埃奇韋爾路地區，屬於倫敦軌道運輸第1收費區。埃奇韋爾路站和貝克盧線的埃奇韋爾路站同名，但不是同一建築，兩者大約有150米的距離，分別位於馬里波恩路的南、北側。

## 車站佈置
本站位於明挖的淺型坑道中，並非位於地下隧道。本站是區域線埃奇韋爾路支線的北端總站。除了個別班次外，現時所有以本站為起點的區域線列車均會於溫布頓站終到，因此前往列治文、伊靈大道和上敏斯特的乘客需於伯爵宮站轉乘。
在本站以東，漢默史密斯及城市線和環線共軌。在本站以西，所以路線的下一站均是帕丁頓站。然而，漢默史密斯及城市線和環線（途經列車）會前往位於帕丁頓車站北側的帕丁頓站，區域線和環線（始發 / 終到列車）則會前往南側的帕丁頓站。
自2009年12月起，環線列車在單一旅程中會停靠本站兩次。來自漢默史密斯的順時針列車會首先以本站作中途站，然後經維多利亞站返回本站，並以本站作總站。逆時針列車則會於本站開出，經維多利亞站後亦會於本站停靠，然後前往漢默史密斯。現時由環線維多利亞站至本站一段並沒有順時針列車前往貝克街以東的車站，因此若乘客不願乘搭逆時針列車，就需於本站轉乘來自漢默史密斯的順時針列車。
在正常情況下，本站的1號月台供漢默史密斯及城市線的東行列車和環線的順時針列車停靠，乘客可於此月台乘搭列車前往貝克街、國王十字、利物浦街等車站。2號月台為區域線月台，供前往伯爵宮、溫布頓站的列車使用。3號月台供前往高街肯辛頓、維多利亞站的環線逆時針列車使用。4號月台則是西行月台，供前往漢默史密斯的環線、漢默史密斯及城市線列車使用。在特別情況下，列車使用的月台可能有異：東行列車可使用1、2或3號月台，西行列車則可使用2、3或4號月台。

## 歷史

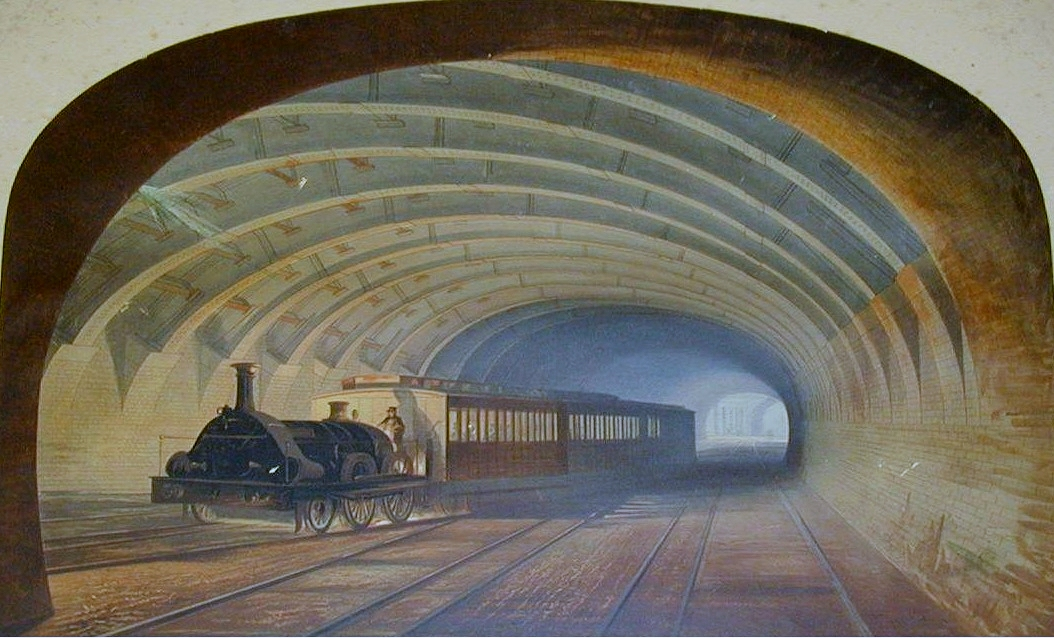
一列大都會鐵路列車正離開本站，前往帕丁頓站

早於1851年，就有計劃興建鐵路連接大西部鐵路的帕丁頓車站和大北部鐵路的國王十字車站，並於本站位置設中途站。本站隨著大都会铁路首階段（帕丁頓—法靈頓）於1863年1月10日通車而啟用。
1871年7月1日起，大都會鐵路與區域鐵路公司共同開設內環線服務。由於沼澤門街站以東至市長官邸站一段鐵路尚未落成，內環線（實質未成環）列車服務為沼澤門街站至市長官邸站，途經高街肯辛頓和本站，每十分鐘一班車。1884年10月6日，內環線隨著市長官邸站和阿爾德門站一段鐵路通車而得以閉合成環，因此本站亦於同日起提供內環線順、逆時針的列車服務（與2009年12月13日前環線路線相同）。
1933年7月1日，所有在倫敦經營地下鐵路的公司被公有化，其資產轉移至政府成立的倫敦客運委員會。因此本站的地鐵服務改由倫敦客運委員會提供。
為了緩解區域線白教堂以東路段的擁擠情況，倫敦客運委員會於1936年將部分大都會線直通東倫敦線（漢默史密斯—新十字/新十字門）的列車服務改為直通區域線（漢默史密斯—巴金） 。本站開始提供前往巴金的列車服務。1939年11月，大都會線漢默史密斯—巴金的列車服務縮短為漢默史密斯—白教堂，同時阿克斯橋—阿爾德門的列車服務延長為阿克斯橋—巴金。
由於運作問題，倫敦客運委員會於1941年將大都會線列車服務重新改為漢默史密斯—巴金及阿克斯橋—阿爾德門。本站重新提供前往巴金的列車服務。
1990年7月30日，大都會線漢默史密斯至巴金的列車服務獲升格獨立成線，稱為漢默史密斯及城市線。本站亦因此成為漢默史密斯及城市線的車站。

## 列車服務

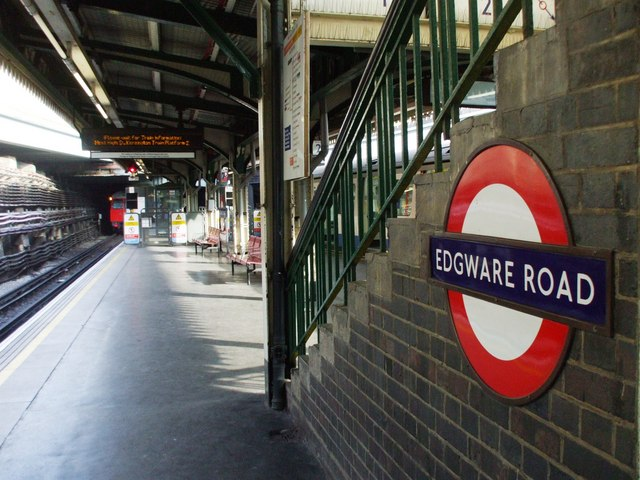
本站月台

### 環線
2009年12月13日前，環線走線為一完整的環，路線全長20.75公里，一共服務27個車站。為了使漢默史密斯支線的列車班次更為平均和頻密，環線於2009年12月13日起改為增加服務本站至漢默史密斯一段，順時針列車走完整個環後就會以本站為總站，逆時針列車則會於走完整個環線後續駛至漢默史密斯為總站。自此環線路線類似Ꝺ形。
本站的環線班次（每小時）為:
- 6班 逆時針 經 高街肯辛頓、維多利亞
- 6班 順時針 經 貝克街、國王十字
- 6班 逆時針 往漢默史密斯

### 漢默史密斯及城市線
本站的漢默史密斯及城市線班次（每小時）為:
- 6班 西行 往漢默史密斯
- 6班 東行 往巴金

### 區域線
本站的區域線班次（每小時）為:
- 6班 往溫布頓

## 車站藝術

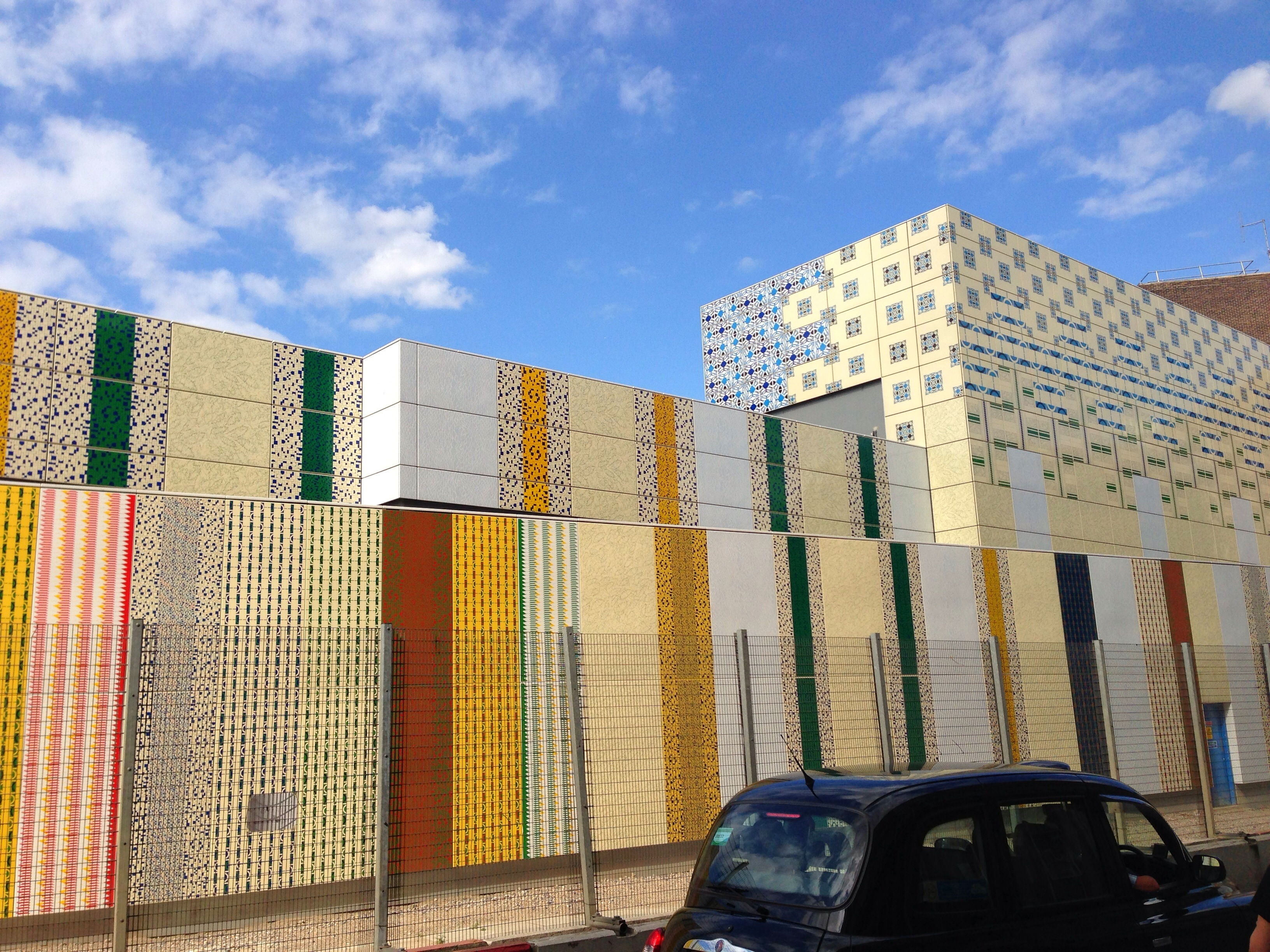
本站變電站外部的藝術作品

在2010年代早期，為了將區域線、漢默史密斯及城市線和環線的列車更換為倫敦地鐵S7型列車，倫敦交通局於本站旁邊興建了一座大型變電站以提升供電功率。變電站由一幅名為「包裝紙」、面積達1,500平方米的搪瓷藝術品所覆蓋，設計靈感為當區的歷史。藝術品於2012年11月揭幕。

## 接駁交通
倫敦交通局於此站設出閘轉乘機制，使用蠔卡或其他非接觸式支付系統於指定時間內在本站與另一埃奇韋爾路站 / 馬里波恩站間轉綫，計算車資時會被視作一程車程。
倫敦巴士18、27、205號及通宵路線N18、N205號均途經本站。

## 鄰近地標
- 埃奇威爾路
- 聖瑪麗醫院